# Црква светог арханђела Гаврила (Калаз)
Црква светог арханђела Гаврила је један од православних храмова Српске православне цркве у Калазу (мађ. Budakalász). Црква припада Будимској епархији Српске православне цркве.
Капела је посвећена светом апостолу и јеванђелисти Луки.

## Историјат
У 16. веку, 1734-1735. године, српски колонисти су у Калазу подигли своју прву цркву посвећену Светом Ђорђу. Та првобитна црква је била брвнара.  Нова камена велика црква подигнута је 1752. године и посвећена је Архангелу Гаврилу. Градња торња је одложена з касније због недостатка новца. Године 1782. је завршен црквени торањ.
При цркви је дуго година била врло активна верска школа. Након Другог светског рата Црква светог арханђела Гаврила је је била национализована али је после политичких промена у Мађарској врћена Српској православној цркви.
Иконе на иконостасу са краја 18. века сликане су у маниру Теодора Крачуна, и постављене су на једноставној олтарској прегради која је начињена 1905. године.
Црква светог апостола и јеванђелисте Луке у Калазу је парохија Архијерејског намесништва будимског чији је Архијерејски намесник Протојереј Зоран Остојић. Администратор парохије је јереј Зоран Живић.